# Caroline Chepkorir Kwambai
Caroline Chepkorir Kwambai (* 9. September 1975) ist eine kenianische Langstreckenläuferin, die sich auf Straßenläufe spezialisiert hat.

## Werdegang
1990 gewann sie als Vierte beim Juniorinnenrennen der Crosslauf-Weltmeisterschaften in Aix-les-Bains die Goldmedaille mit der Mannschaft.
2000 wurde sie Dritte bei der Route du Vin. Im Jahr darauf wurde sie jeweils Zweite bei den 20 van Alphen und beim CPC Loop Den Haag, Dritte beim Paderborner Osterlauf über 10 km und holte als Zwölfte bei den Halbmarathon-Weltmeisterschaften in Bristol Gold mit dem kenianischen Team.
2003 gewann sie den Würzburger Residenzlauf sowie die 25 km von Berlin und wurde Zweite beim Amsterdam-Marathon.
2006 stellte sie beim Prag-Halbmarathon einen Streckenrekord auf und wurde Zweite beim Prag-Marathon und Achte beim Dublin-Marathon. 
2007 siegte sie beim Paris-Halbmarathon, wurde jeweils Zweite beim Prag-Halbmarathon und beim Turin-Marathon, Fünfte beim Delhi-Halbmarathon und Dritte beim Singapur-Marathon. In der nächsten Saison wurde sie Zweite beim Prag-Halbmarathon, Dritte beim Prag-Marathon, Sechste beim Portugal-Halbmarathon und Vierte beim Venedig-Marathon. 2009 wurde sie Fünfte beim Prag-Halbmarathon, 2010 siegte sie beim Halbmarathon La Lagarina.

## Persönliche Bestzeiten
- 10-km-Straßenlauf: 31:28 min, 15. April 2001, Paderborn
- Halbmarathon: 1:09:45 h, 24. März 2001, Den Haag
- 25-km-Straßenlauf: 1:24:50 h, 4. Mai 2003, Berlin
- Marathon: 2:28:47 h, 19. Oktober 2003, Amsterdam